# Arctornis suigensis
Arctornis suigensis är en fjärilsart som beskrevs av Matsumura 1927. Arctornis suigensis ingår i släktet Arctornis och familjen tofsspinnare. Inga underarter finns listade i Catalogue of Life.